# Никольская, Раиса Ивановна
Раиса Ивановна Никольская (1912—1994) — советский работник сельского хозяйства, Герой Социалистического Труда.

## Биография
Родилась в 1912 году в городе Екатеринодаре Российской империи, ныне город Краснодар, в семье железнодорожника.
Окончив после школы Кубанский сельскохозяйственный институт (ныне Кубанский государственный аграрный университет), она осталась работать в нём на кафедре почвоведения. Во время Великой Отечественной войны институт был эвакуирован в Среднюю Азию; Раиса Ивановна с маленькими детьми переехала в город Геленджик. В годы войны она работала на хлебозаводе лаборантом, затем — заведующим лабораторией и главным технологом. Была награждена медалью «За доблестный труд в Великой Отечественной войне 1941—1945 гг.». После войны вступила в ВКП(б)/КПСС. В 1951 году была избрана секретарем Геленджикского райкома партии, в 1956 году возглавила винсовхоз «Геленджик».
Когда молодой директор принимала хозяйство, оно состояло из 120 га земли, трактора и грузовика-полуторки. А когда она уходила на пенсию в 1984 году, совхоз разросся до четырёх отделений, 1300 га виноградников с урожаем более 10 тысяч тонн, стал высокорентабельным производством. За годы её руководства совхозом значительно увеличены площади виноградников, заложены на выдержку более 500 тысяч декалитров марочных вин: «Алиготе Геленджик». «Кабарне Мысхако», «Рислинг Мысхако», «Черные глаза», «Мускат янтарный», «Совиньон Геленджик», «Южная ночь», «Жемчужина России» и другие. На международных выставках-дегустациях вина совхоза «Геленджик» награждены многими золотыми, серебряными и бронзовыми медалями.
В 1974 году совхоз отгрузил в промышленные центры страны и на курорты края 1420 тонн винограда при плане 1392 тонны, получив прибыль в сумме 2 021 миллиона рублей. Указом Президиума Верховного Совета СССР от 10 февраля 1975 года за выдающиеся успехи, достигнутые во Всесоюзном социалистическом соревновании, и проявленную трудовую доблесть в досрочном выполнении заданий девятой пятилетки и принятых обязательств по увеличению производства и продажи государству продуктов земледелия и животноводства Никольской Раисе Ивановне было присвоено звание Героя Социалистического Труда с вручением ордена Ленина и золотой медали «Серп и Молот».
Наряду с производственной, занималась общественной деятельностью — принимала участие во всемирных конгрессах виноградарей и виноделов, неоднократно избиралась депутатом Геленджикского горсовета, председателем городского общества «Знание», была первым руководителем городского общества дружбы «СССР-Франция». Стала автором работы «Агропромышленное предприятие „Геленджик“».
Выйдя на пенсию в 1984 году проживала в Геленджике, являлась заместителем председателя Совета ветеранов.
Умерла в Геленджике 22 августа 1994 года. Была похоронена на городском кладбище села Марьина Роща.
На здании управления совхоза «Геленджик» Р. И. Никольской установлена мемориальная доска.

## Заслуги
- Была также награждена орденами Трудового Красного Знамени (1957), «Знак Почёта» (1966) и Октябрьской Революции (1971), медалями.
- Удостоена звания «Почётный гражданин Геленджика».[4]